# Американская национальная выставка
Американская национальная выставка, проходившая с 25 июля по 4 сентября 1959 года, представляла собой экспозицию американского искусства, моды, машин, образцов домов и футуристических кухонь. Выставка, проходившая в парке «Сокольники» в Москве, столице Советского Союза, за шесть недель работы привлекла 3 млн посетителей.
Это событие времён Холодной войны вошло в историю благодаря «Кухонным дебатам» между вице-президентом США Ричардом Никсоном и советским премьером Никитой Хрущёвым, которые проходили сначала за моделью кухонного стола, оборудованного компанией General Electric, а затем продолжились в студии телевидения с цветным экраном, где эфир транслировался на обе страны, причём каждый лидер отстаивал достоинства своей системы, и разговор «перерос от стиральных машин до ядерной войны».
В рамках Американской национальной выставки совместно Консультативным комитетом по искусству при Госдепартаменте США и Консультативным комитетом по культурной информации при Информационном агентстве США (USIA) была организована художественная экспозиция, в которой приняли участие такие деятели искусства, как скульпторы Робер Лоран, Ибрам Лассо и Исаму Ногучи, а также художники Хайман Блум, Джексон Поллок и Эдвард Хоппер. Перед началом выставки Комиссия по расследованию антиамериканской деятельности (англ. House Un-American Activities Committee, HUAC) пригрозила удалить многих художников, обвинённых в связях с коммунистической деятельностью. Однако после вмешательства президента Дуайта Д. Эйзенхауэра выставка состоялась.

## Оценки
Либеральные критики характеризуют выставку как американскую «пропагандистскую стратегию времён холодной войны».
Российский историк-американист Эдуард Иванян, принимавший участие от Министерства культуры СССР в советской выставке, проходившей в 1959 году в Нью-Йорке параллельно Американской национальной выставке в Москве, вспоминая в 2009 году эти события, сказал, что обмен выставками сыграл большую роль во взаимоотношениях двух стран.
В то же время Дональд Кендалл, представлявший на выставке в Москве продукцию компании Pepsi-Cola, заметил, что достигнутый благодаря выставке эффект в налаживании отношений между США и СССР был сведён к нулю, после того инцидента с американским самолётом-шпионом, а Кубинский ракетный кризис поставил обе стороны на грань ядерной войны.